# Anko (doce)
Anko (餡子) é uma pasta doce, feita de feijão vermelho, ou azuki, que teve origem no Japão. É utilizada nas culinárias chinesa, japonesa e coreana.

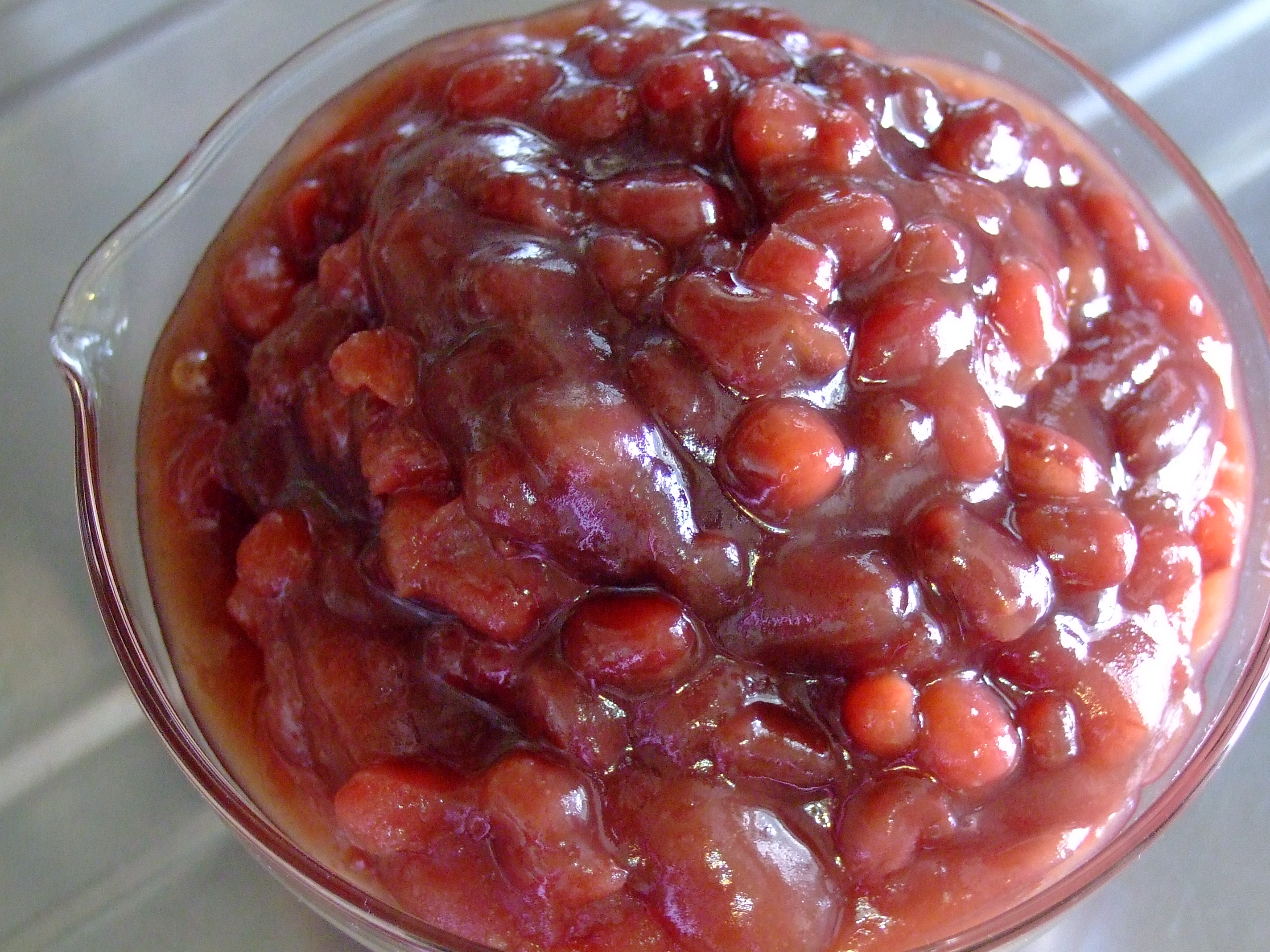
Uma vasilha de anko.

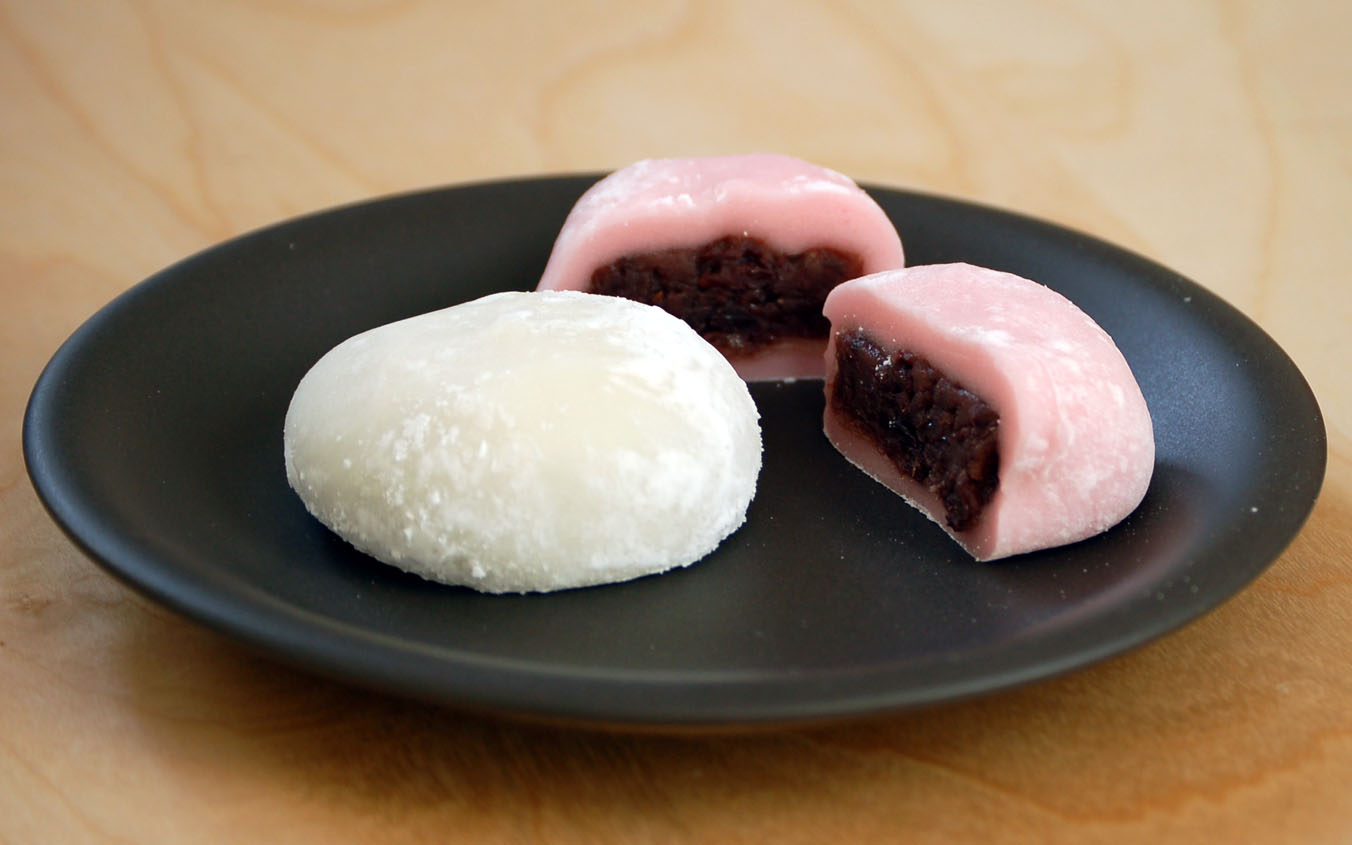
Mochi recheado com anko.

É feita com os feijões cozidos (com ou sem casca), adicionando-se açúcar ou mel. A casca dos feijões pode ser removida na peneira antes de adoçar, o que torna a pasta mais leve e homogênea.

## Usos
A Pasta de feijão vermelho é usada em muitos doces japoneses, como:
- Anmitsu (geleia)
- Anpan (pão)
- Daifuku
- Dango
- Dorayaki (panqueca)
- Manju (bolinho)
- Oshiruko ou Ozenzai (sopa)
- Taiyaki
- Uiro (um bolo japonês tradicional cozido no vapor)
- Yokan

## Curiosidades
- O herói do desenho Anpanman é um pão de anpan antropomorfo com recheio de anko.
- Anko também é o primeiro nome de uma personagem popular do mangá/anime Naruto. Anko e Mitarashi, o sobrenome dela, são ingredientes de sua comida favorita, Dango.